# Hits!
Pour plus de détails, voir Fiche technique et Distribution.
Hits! est un film américain réalisé par William R. Greenblatt, sorti en 1994.

## Fiche technique
- Titre original : Hits!
- Réalisation : William R. Greenblatt
- Scénario : Jeff Monahan (histoire, scénario), Luke Toma (histoire)
- Direction artistique : Rachael Weinzimer
- Décorateur en chef : Shay Austin
- Costumes : Carolyn Grifel
- Photographie : Jon Kranhouse
- Montage : Pam Wise
- Musique : Eric Allaman et David Lawrence
- Production : 
  - Producteur : William R. Greenblatt, Martha Humphreys, Jeffrey Malesovas
  - Producteur associée : Gary Caloroso
- Société(s) de production : Symphony Pictures, Walron Films
- Pays d’origine :   États-Unis
- Année : 1994
- Langue originale : anglais
- Format : couleur (Technicolor) – Dolby
- Genre : comédie dramatique
- Durée :
- Dates de sortie :
  -  États-Unis : octobre 1994 (Mill Valley Film Festival)
  -  France : mai 1995 (Cannes Film Market)

## Distribution
- Jeff Monahan : Mickey
- James Marshall : Dommy
- Michael Hadge : Gun Man
- Victor Arnold : Vinny
- Martin Sheen : Kelly
- Luke Toma : Eddie
- Julie Moret : Joey
- Annie Humphreys : Waitress
- Sully Boyar : Mr Dougherty
- James Bulleit : The Mark
- Mario Todisco : Limo Driver
- Kat Green : Extra Terrestrial
- Alanna Ubach : Angie
- Shae D'Lyn : Doozie
- Rick Washburn : Pick Up Man